# Tongue Reef
Tongue Reef är ett rev på Stora Barriärrevet i Australien.   Det ligger cirka 50 km öster om Mossman i delstaten Queensland.